# Aishi Manula
Aishi Manula (sinh ngày 13 tháng 9 năm 1995) là một cầu thủ bóng đá người Tanzania thi đấu ở vị trí thủ môn cho Đội tuyển bóng đá quốc gia Tanzania.
Manula sinh ra ở Morogoro, Tanzania và bắt đầu sự nghiệp ở Mtibwa Sugar ở thời kì trẻ. Năm 2012 anh gia nhập Azam FC khi mới chỉ 17 tuổi, màn trình diễn và phong đội giúp anh giữ chân tại đội hình chính và thay thế thủ môn người Ghana Daniel Agpeyi, người đã hết hạn hợp đồng. Sau màn trình diễn với Azam FC tại Giải ngoại hạng Tanzania, nhiều câu lạc bộ tiếp cận anh, và tin đồn chấm dứt khi anh gia nhập Simba năm 2017, nơi vẫn giữ phong độ và giúp đội bóng vô địch và bản thân giành danh hiệu Găng tay vàng.